# Corryocactus tarijensis
Corryocactus tarijensis es una especie de planta suculenta perteneciente al género Corryocactus, dentro de la familia Cactaceae. Es endémica de Bolivia.

## Descripción

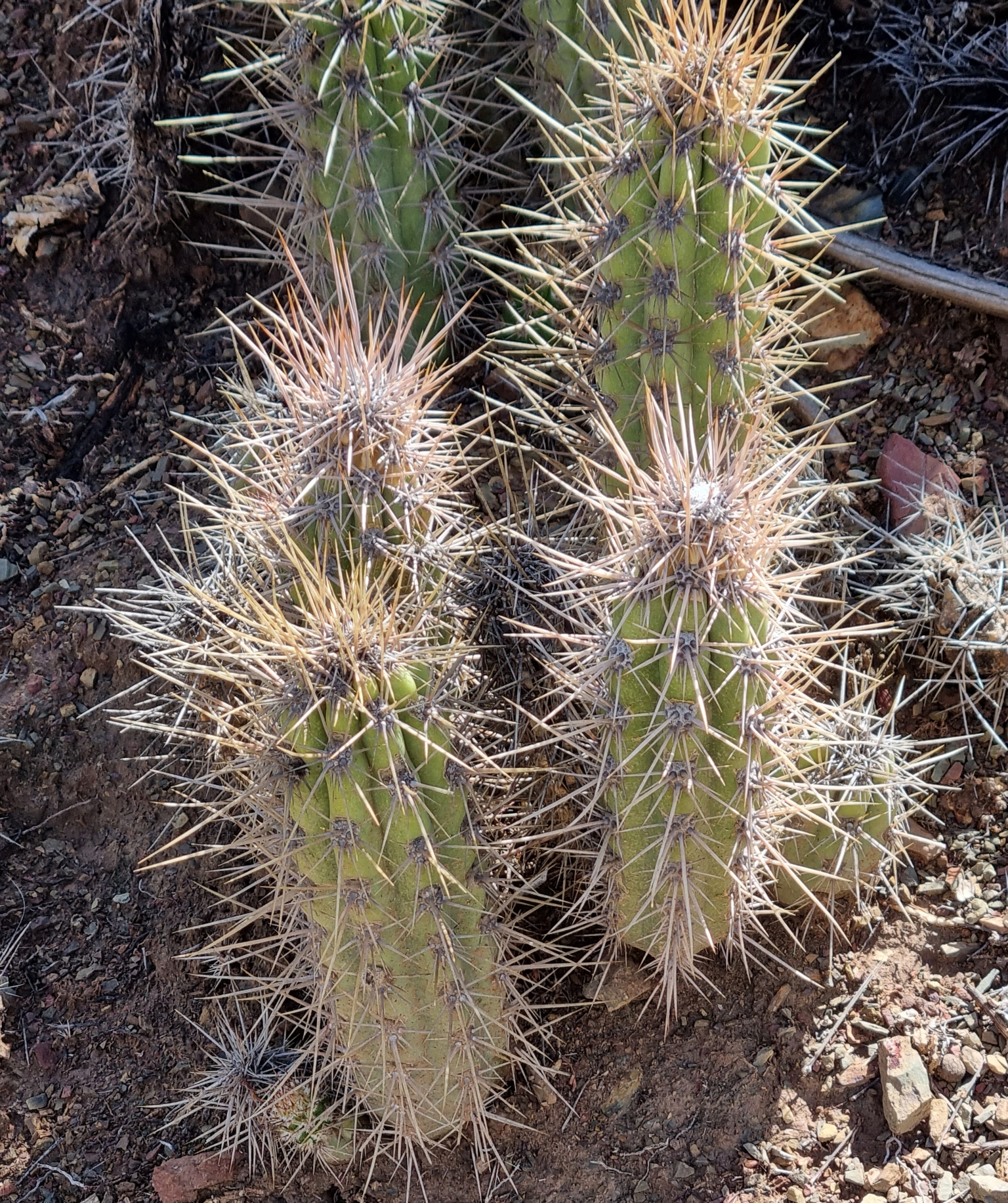
Detalle de los tallos

Corryocactus tarijensis es una especie de cactus pequeño de tipo arbustivo, que crece de forma rastrera o erecta, con las raíces de tipo rizomatoso. Los tallos son de color verde grisáceo, miden de 20 a 60 cm de largo y tienen un diámetro de hasta 4,5 cm. 
Presentan hasta 7 costillas de 1,5 cm de alto. Sobre ellas se asientan areolas grisáceas con 13 espinas grises con las puntas marrones y la base más ancha. No se pueden diferenciar entre espinas centrales y radiales, y miden de 1 a 5 cm de largo. 
Las flores son de color rojo anaranjado, miden de 3 a 4 cm de largo y hasta 4 cm de diámetro. Los frutos son esféricos, miden hasta 2 cm de diámetro y están cubiertos de espinas de color marrón oscuro. En su interior contienen semillas de color marrón.

## Distribución y hábitat

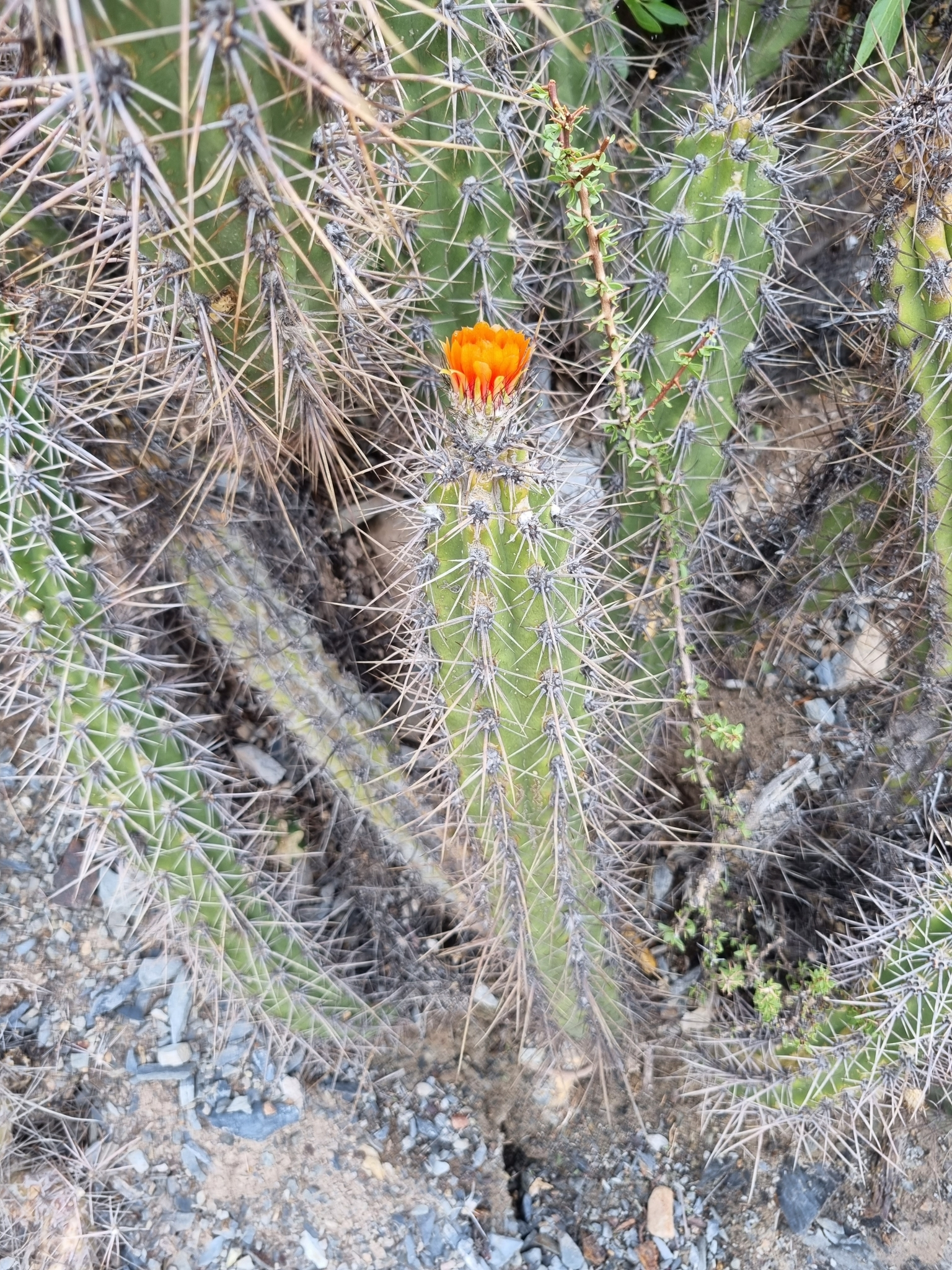
En su hábitat

El área de distribución nativa de esta especie es Bolivia (concretamente en el departamento boliviano de Tarija) y crece principalmente en biomas desérticos o de matorral seco, en valles interandinos situados a altitudes de entre 2800 a 3200 metros.

## Taxonomía
Copiapoa tarijensis fue descrita por el botánico boliviano Martín Cárdenas Hermosa y publicada por primera vez en la Revista de Agricultura (Cochabamba) 7: 23 en el año 1952.
Etimología
- Corryocactus: nombre genérico otorgado en honor a Thomas Avery Corry (1862-1942), quien como ingeniero de la compañía ferroviaria peruana Ferrocarril del Sur, ayudó a descubrir las plantas. De hecho, las primeras tres especies conocidas del género crecían cerca de la recién construida vía férrea. Además, la terminación cactus es un término latino que alude a las plantas del género Cactaceae.
- tarijensis: epíteto geográfico que hace referencia a la departamento boliviano de Tarija, lugar donde se encuentra la especie.[4]

## Estado de conservación
En la Lista Roja de Especies Amenazadas de la UICN, la especie está clasificada como “En Peligro (EN)”.
Las principales amenazas que sufre la especie se deben al pastoreo de cabras y pisoteo de las plantas.

## Usos
Se cultiva principalmente como planta ornamental y su propagación se realiza a través de esquejes o semillas.